# XL Recordings
XL Recordings је независна издавачка кућа коју је покренуо Beggars Banquet Records 1989. године, како би издавао своју рејв и денс музику. Првобитно је ова етикета била огранак Бегарове комерцијалније денс етикете Citybeat, познате по својим извођачима попут Freeez, Black Box, Dream Frequency и Ultramagnetic MCs. Међутим, након огромног успеха бендова The Prodigy и SL2, XL и Citybeat су заменили места.
Касних '90-их проширила се на друге жанрове, као што су фрик-фолк, алтернативни рок, хип-хоп. Неки од музичара који издају за њу су Адел, Lemon Jelly, Devendra Banhart, Basement Jaxx, The White Stripes, Peaches, Dizzee Rascal, M.I.A., Ratatat, Tapes 'n Tapes и The Prodigy.
Том Јорк (Thom Yorke), из групе Radiohead, издао је за њихову етикету свој први соло албум — The Eraser, у јулу 2006. То је најуспешнији албум који је XL до данас издао. Иако није достигао прво место ни у једној земљи (#2 у САД, #3 у УК и #2 Канади), забележио је највећу продају током прве недеље у свету.

## Тривија
Бојбенд 5ive желео је да свој трећи албум назове XL, али се одлучио за име Kingsize, како их XL Recordings евентуално не би тужио.